# Albert Vitali

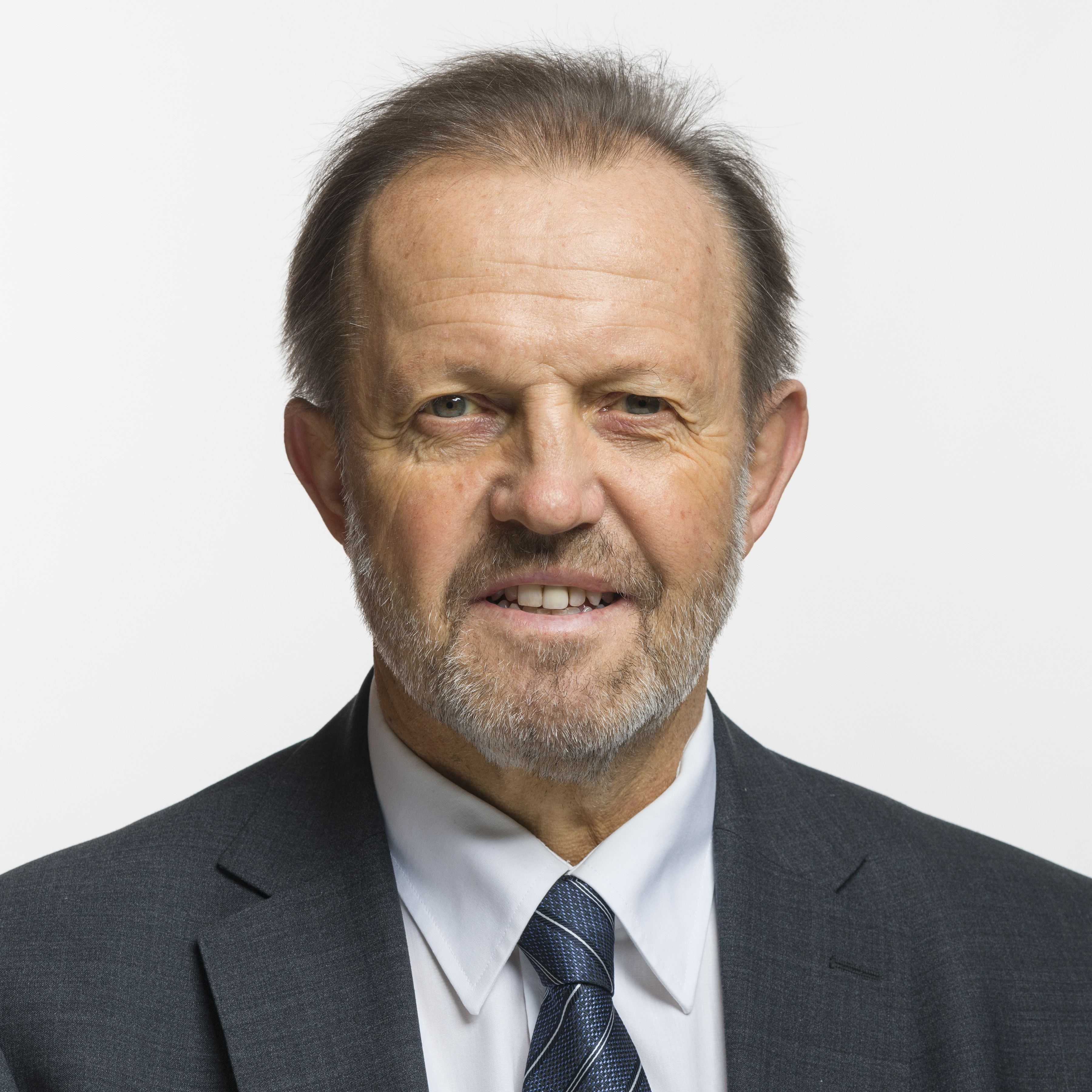
Albert Vitali (2019)

Albert Vitali (* 26. Juni 1955 in Oberkirch; † 12. Juni 2020) war ein Schweizer Unternehmer und Politiker (FDP.Die Liberalen).
Vitali war von 1982 bis 2001 Gemeinderat in Oberkirch, in den Jahren 1995 bis 2011 war er Kantonsrat von Luzern. Dort war er von 2003 bis 2010 Präsident seiner Fraktion. Bei den Parlamentswahlen 2011 wurde Vitali in den Nationalrat gewählt und nahm Einsitz in der Finanzkommission, zuletzt als Präsident.
Als Präsident der IG Volkskultur Schweiz und Fürstentum Liechtenstein kämpfte er gegen die Abschaffung der Radio- und Fernsehgebühren. Er war OK-Vizepräsident des Eidgenössischen Schwingfests 2004 in Luzern und OK-Mitglied des eidgenössischen Jodlerfests in Luzern.
Vitali war Inhaber und Geschäftsführer eines Treuhandbüros in Oberkirch. Er starb am 12. Juni 2020 im Alter von 64 Jahren an einer Krebserkrankung. Er war verheiratet und hatte drei erwachsene Söhne.